# Iglesia de la Sagrada Familia (Burgos)
La iglesia parroquial de la Sagrada Familia es un templo católico levantado en el siglo XX en Burgos (Castilla y León, España). 
El templo está situado en la calle Federico Martínez Varea, cerca de su cruce con la avenida de Cantabria.
Entre sus numerosas actividades destaca el centro juvenil, que regularmente prepara espectáculos musicales.
Es la sede de la Cofradía de Cristo Resucitado.
Algunos utilizan el acrónimo SAFA (por "SAgrada FAmilia") para referirse a esta iglesia, sin que la parroquia tenga ninguna relación especial con el colegio Sagrada Familia de Burgos - SAFA Burgos (regido por los Hermanos de la Sagrada Familia), ni con las Escuelas Profesionales de la Sagrada Familia - SAFA.